# Peripsychoda zbytka
Peripsychoda zbytka és una espècie d'insecte dípter pertanyent a la família dels psicòdids que es troba a Europa: Txèquia, incloent-hi Bohèmia.